# Ostrów (obwód miński)
Ostrów – dawny zaścianek. Tereny, na których leżał, znajdują się obecnie na Białorusi, w obwodzie mińskim, w rejonie mołodeckim, w sielsowiecie Gródek.

## Historia
W czasach zaborów zaścianek prywatny w powiecie wilejskim, w guberni wileńskiej Imperium Rosyjskiego. W 1866 roku liczył 11 mieszkańców w 2 domach.
W latach 1921–1945 zaścianek leżał w Polsce, w województwie wileńskim, w powiecie wilejskim, od 1927 roku w powiecie mołodeczańskim, w gminie Gródek.
Według Powszechnego Spisu Ludności z 1921 roku zamieszkiwało tu 14 osób, 9 było wyznania rzymskokatolickiego a 5 prawosławnego. Jednocześnie 9 mieszkańców zadeklarowało polską a 5 białoruską przynależność narodową. Były tu 2 budynki mieszkalne. W 1931 w 2 domach zamieszkiwało 12 osób.
Wierni należeli do parafii rzymskokatolickiej i prawosławnej w Chołchle. Miejscowość podlegała pod Sąd Grodzki w Rakowie i Okręgowy w Wilnie; właściwy urząd pocztowy mieścił się w Gródku.